# 長岡市立科学博物館
長岡市立科学博物館（ながおかしりつかがくはくぶつかん）は、1951年に開館した新潟県長岡市立の登録博物館。新潟県での登録博物館第1号である。

## 概要
「科学博物館」の名であるが、動植物や地学といった自然分野だけでなく歴史や民俗、考古など人文分野も豊富に取り扱われている。3階には長年にわたり長岡藩主となっていた牧野家にまつわる展示を行う「長岡藩主 牧野家史料館」が併設されている。

## 沿革
- 1951年（昭和26年）8月：悠久山公園内に開館[2]。
- 1978年（昭和53年）4月：市役所旧庁舎（3代目庁舎→柳原分庁舎）へ移転[2]。
- 2014年（平成26年）：「さいわいプラザ」（市役所幸町庁舎）へ移転しリニューアルオープン[2]。

1980年代後半から90年代後半頃には、「総合博物館」として再び悠久山公園内に移転する計画もあった。